# 每周评论
《每周评论》是于1918年12月22日陈独秀及李大钊在北京创刊的周刊，前25期由陈独秀主编，从第26期續由胡适主编。其编辑部设在北大红楼文科学长办公室，发行所则设在宣武门外骡马市大街米市胡同79号。《每周评论》的内容包含国外大事述评，国内大事述评，社论，文艺时评，随感录，新文艺，国内劳动状况，通信，评论之评论，读者言论，新刊批评及选论等十二个专栏。同《新青年》、《少年中国》等报刊一样，《每周评论》也是传播马克思主义思潮的主要媒体。

## 历史
五四运动时期，陈独秀从提倡科学民主，发展到直接干预时政。《新青年》是月刊，出版周期较长，时常发生不能按期出版的现象，内容方面也难以对现实的政治斗争发挥及时的指导作用。于是陈独秀决心创办与现实更直接的刊物。1918年11月27日，陈独秀，李大钊等于在北大文科学长室议创办了《每周评论》。除发表陈独秀的文章外，胡适，高一涵（涵庐），王光祈等也常为《每周评论》撰稿。
1919年8月31日，《每周评论》被北洋政府查禁，共出版37期。

## 主要内容
《每周评论》的内容主要有国外及国内大事述评，社论，文艺时评，随感录，新文艺，国内劳动状况，通信，评论之评论，读者言论，新刊批评和选论等十二个专栏。
共出版37期，按出版周期来划分，前25期主要是反对一些与五四运动相关的思想主义，后从第26期开始重点写出马克思主义与宣扬实用主义的文章，体现出《每周评论》是传播马克思主义思潮的主要媒体。在一定程度上，影响到整个五四时期的社会思潮。

## 出版评论

### 《多研究些问题，少谈些主义》
胡适于1919年7月在《每周评论》上发表了名为《多研究些问题，少谈些主义》的文章。文章重点突出当时的一种空谈外国“主义”的倾向，他主张不要空谈“主义”，多研究具体问题，不准对“主义”有了一种“根本解决”的幻想，由此他的观点，在思想界里引发了著名的“问题与主义”之争。对此所说的“问题与主义”之争与五四时期的马克思主义与宣扬实用主义具体相关。

### 《再论问题与主义》
继胡适的文章，李大钊于1919年8月同样在《每周评论》上发表了《再论问题与主义》，里面强调”问题“与”主义“难以分离，说明“主义”与整个社会密切相关，

### 《新纪元》
李大钊于1919年1月5日在《每周评论》第2期上写一篇《新纪元》，里面重点提出“打倒全世界资本的阶级”观点。

## 影响
《每周评论》完全是个针砭时政的战斗性的刊物。在五四运动时期，它成为传播马克思主义思潮的主要媒体。
它的创办及里面发表的一些文章，影响到五四时期的社会思潮，受到广大人民的关注。